# L'isola del tesoro (film 1934)
L'isola del tesoro (Treasure Island) è un film del 1934, diretto da Victor Fleming e basato sull'omonimo romanzo di Robert Louis Stevenson.
È il primo adattamento cinematografico sonoro del romanzo (i precedenti erano muti).
Il film fu pensato come veicolo per la coppia Jackie Cooper e Wallace Beery, che tanto successo avevano riscosso nel film Il campione (1931). La trama originaria fu opportunamente rivista e adattata in modo da incentrarsi interamente sul rapporto tra Jim Hawkins e Long John Silver.

## Trama

Wallace Beery e Jackie Cooper in una scena del film

Il giovane Jim Hawkins e sua madre gestiscono l'Ammiraglio Benbow, una taverna vicino a Bristol, in Inghilterra. Durante una festa di compleanno, arriva il misterioso "capitano" Billy Bones, che si insedia come ospite. Poco dopo, Bones riceve la visita di Cane Nero e poi di Pew, e muore, lasciando al giovane Hawkins il suo scrigno, contenente una mappa che, secondo il suo amico dottor Livesey, li condurrà al famoso tesoro del capitano pirata Flint. Il conte Trelawney finanzia una spedizione per andare all'isola del tesoro e salpano sulla nave Hispaniola del capitano Alexander Smollett. Tra i membri dell'equipaggio c'è anche Long John Silver, assunto come cuoco di bordo nonostante abbia una gamba sola. Anche se Bones aveva avvertito Jim di un marinaio con una gamba sola, questi due diventano amici.
Durante il viaggio, accadono diversi "incidenti" mortali ad alcuni marinai che disapprovano Silver e i suoi compagni. Poi, la notte prima di sbarcare sull'isola, Jim sente Silver complottare per prendere il tesoro e uccidere gli uomini di Smollett, avvertendo i suoi compagni fidati e fingendo di non sapere niente. Arrivati all'isola, Jim scende a terra con gli uomini e si imbatte nel vecchio naufrago Ben Gunn, un ex pirata di Flint, che gli dice di aver trovato il tesoro. Nel frattempo, Smollett e i suoi uomini fuggono verso la palizzata di Flint sull'isola per difendersi dai pirati di Silver. Quando Smollett si rifiuta di consegnare la mappa, gli uomini di Silver attaccano la palizzata e, quando la situazione sembra disperata, Jim torna segretamente sulla Hispanola per portarla in un luogo più sicuro e spara al pirata Israel Hands per legittima difesa.
Quando torna alla palizzata, i pirati di Silver sono lì e hanno negoziato un accordo con la ciurma di Smollett. I pirati vogliono uccidere Jim, ma Silver lo protegge. Il dottor Livesey torna per liberare Jim, ma il ragazzo mantiene la parola data a Silver di non scappare. Il giorno dopo i pirati cercano il tesoro e quando arrivano non lo trovano. Quando i pirati si ammutinano contro Silver, Livesey e Gunn si uniscono a lui nella lotta, salvando anche Jim. Smollett e Trelawney, insieme ai presenti, tornano a casa con il tesoro, che Gunn aveva nascosto nella sua grotta, e con Silver come loro prigioniero. Quando Silver racconta a Jim un'orribile storia di una morte lenta per impiccagione a causa della sua gamba che impedisce a Jim di restare a guardare e lasciare che il suo amico venga impiccato, Jim libera Silver. Mentre salpa su una scialuppa, Silver promette che un giorno tornerà a caccia di tesori con Jim, seguendo una vita più onesta.

## Produzione
Il film fu prodotto da Hunt Stromberg per la Metro-Goldwyn-Mayer (MGM) (controlled by Loew's Inc.). Venne girato dal 20 marzo 1934 al maggio 1934 in California, utilizzando svariate località: Alameda, Big Sur, Oakland, Point Lobos e l'isola di Santa Catalina. Riprese in esterni vennero girate anche alle Hawaii.

## Distribuzione
Distribuito dalla Metro-Goldwyn-Mayer, uscì nelle sale cinematografiche USA il 17 agosto 1934 dopo una prima tenuta l'8 agosto 1934.